# Hoplocephalus bungaroides
Hoplocephalus bungaroides là một loài rắn trong họ Rắn hổ. Loài này được Schlegel mô tả khoa học đầu tiên năm 1837.

## Hình ảnh

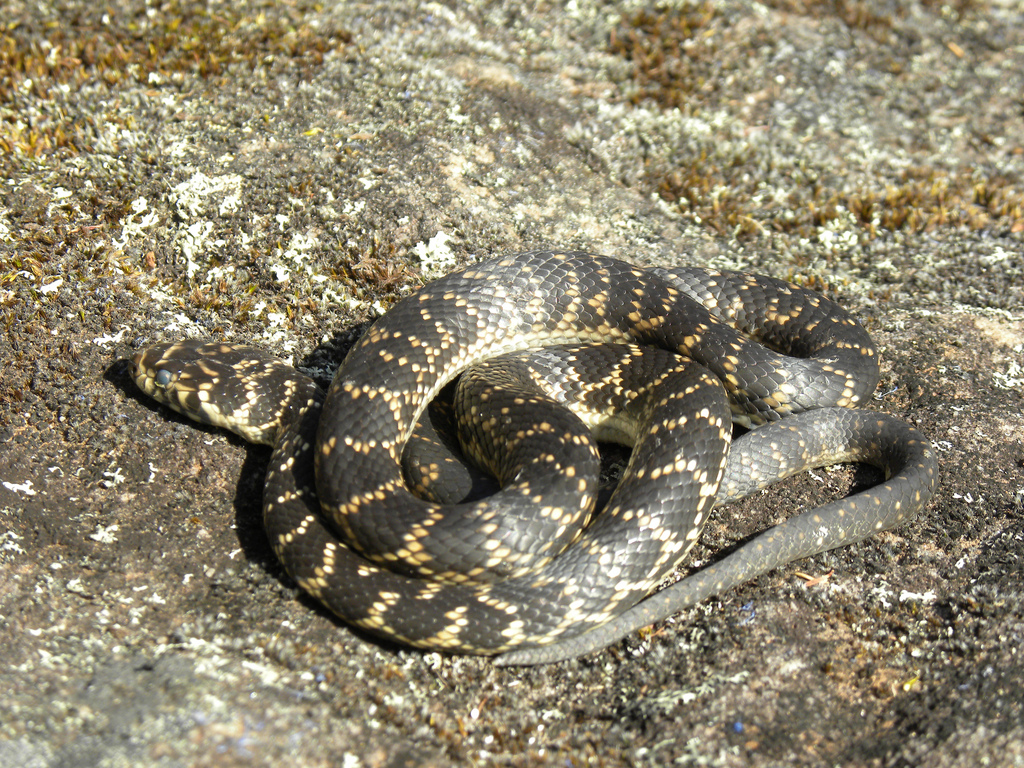